# まきしお (潜水艦・初代)
まきしお（ローマ字：JS Makishio, SS-567）は、海上自衛隊の潜水艦。うずしお型潜水艦の2番艦。艦名はワイ潮の別名である巻き潮から由来する。

## 艦歴
「まきしお」は、第3次防衛力整備計画に基づく昭和43年度計画潜水艦8082号艦として、三菱重工業神戸造船所で1969年6月21日に起工され、1971年1月27日に進水、1972年2月2日に就役し、同日付で第1潜水隊群隷下に新編された第4潜水隊に「うずしお」とともに編入された。
1973年10月16日、第4潜水隊が自衛艦隊隷下に新編された第2潜水隊群隷下に編成替え。
1977年9月22日から12月14日までの間、ハワイ派遣訓練に参加。
1980年9月12日から12月12日までの間、ハワイ派遣訓練に参加。
1988年3月11日、除籍。除籍までの総航程は231,427.7NM、潜航時数は31,537時間22分、潜航回数は,388回、スノーケル時数は8,145時間9分であった。